# Gia Long tẩu quốc
Gia Long tẩu quốc là một tiểu thuyết dã sử của tác giả Tân Dân Tử, ấn hành lần đầu năm 1930.

## Giới thiệu
Tác phẩm Gia Long tẩu quốc được ông Tân Dân Tử khởi thảo vào năm 1928 và hoàn thành trong năm 1929, đến năm 1930 đem in tại nhà Bảo Tồn (Chợ Lớn). Tiểu thuyết này gồm 27 hồi, chia làm 5 tập và đã được công chúng văn chương ái mộ tới mức nhà Xưa Nay phải tái bản nhiều lần vào năm 1932.

## Ảnh hưởng
Danh tiếng vang dội của Gia Long tẩu quốc đã khiến giới soạn giả cải lương quyết định chuyển thể lên sân khấu tuồng, một kịch bản như thế đã được nhà Phạm Văn Thình ấn hành.